# Evangelio de Eva
El Evangelio de Eva es un texto gnóstico casi totalmente perdido hoy y parte de los apócrifos del Nuevo Testamento.  Es probable que el texto sea el mismo que aparece también bajo el nombre del Evangelio de la Perfección.

## La obra
Su único contenido conocido se reduce a algunas citas de Epifanio de Salamina (Panarion, 26), un padre de la Iglesia que criticó la forma en que los borboritas lo usaban para justificar el amor libre, practicando el coitus interruptus y comiendo semen como acto religioso. Si bien algunos grupos libertinos gnósticos argumentaron que, dado que la carne es inherentemente mala, simplemente deberíamos reconocer esto a través de relaciones sexuales ilimitadas, la gran mayoría de los gnósticos fue por el otro lado, el ascetismo extremo.

## El texto
Los gnósticos escribían típicamente en múltiples niveles, incorporando significados místicos esotéricos en sus textos complicados en lugar de seguir una interpretación básica. Es posible que Epifanio no entendiera esto y solo leyera el texto en el sentido literal. La cita que afirma Epifanio está relacionada con el semen es la siguiente:

Me quedé en una montaña sublime y vi un hombre enorme, y otro, un enano;  y lo escuché como si hubiera una voz de trueno y me acerqué a escucharlo;  y me habló y dijo: Y eres tú y tú eres yo;  y dondequiera que puedas estar yo estoy ahí.  En todo Yo estoy esparcido [es decir, el Logos como semilla o "miembros"] y cuando tú quieres, me recoges;  y recogiéndome, recogiéndote.
- Evangelio de Eva, citado en Panarion, Epifanio de Salamina.

Este otro pasaje, dice Epifanio, significa el ciclo menstrual (compárese con «En medio de su calle, ya ambos lados del río, estaba el árbol de la vida, que producía doce frutos, produciendo cada mes su fruto y las hojas del árbol son para la curación de las naciones ”(Apocalipsis 22: 2)).

Vi un árbol que producía doce frutos [uno] cada mes y me dijo: este es el Bosque de la Vida ...
- Evangelio de Eva, citado en Panarion, Epifanio de Salamina.

## Interpretación
Según los naasenios, esto reflejaría la "semilla diseminada en el cosmos del Hombre Primordial, a través de la cual se consumió todo el universo". La difusión del logos y el posterior recuerdo recuerda los mitos de Osiris y Dioniso.  Un tema similar está presente en el Evangelio de Felipe, también mencionado por Epífanes en el mismo capítulo:

Me reconozco y vuelvo a apartarme de todos lados;  No sembré hijos para el director, pero le arranqué las raíces y recogí [mis] miembros que estaban esparcidos por el exterior;  Reconozco quién eres, porque yo soy de los reinos superiores.
- Evangelio de Felipe citado en Panarion, 26, Epifanio de Salamina